# Nicolaus Heutger
Nicolaus Carl Heutger (* 7. Januar 1932 in Rinteln; † 20. Januar 2008 auf Curaçao) war ein deutscher lutherischer Theologe, Numismatiker, Judaist und Historiker.

## Leben
Heutger verlor im Alter von elf Jahren den Vater. Dieser starb im Zweiten Weltkrieg, weil eine Verwundung an der Ostfront nicht ausreichend medizinisch versorgt wurde. Nach Besuch der Oberschule für Jungen in Rinteln, dem jetzigen Gymnasium Ernestinum, studierte er, dessen Großvater mütterlicherseits Superintendent der Grafschaft Schaumburg gewesen war, Theologie und Altertumswissenschaften in Heidelberg und Göttingen. 1953 wurde er im Heidelberger und Göttinger Wingolf aktiv. 1959/60 promovierte er zum Doktor der Theologie. 1973 war er Stipendiat des Deutschen Evangelischen Instituts für Altertumswissenschaft des Heiligen Lande in Jerusalem. 
Von 1959 bis 1992 war Heutger Pastor in der Evangelisch-Lutherischen Landeskirche Hannovers, unter anderem von 1961 bis 1982 an der Nienburger Hauptkirche St. Martin und von 1982 bis 1992 an der Hildesheimer Lambertikirche.
Unter anderem war er von 1972 bis 1989 Lehrbeauftragter für Religionskunde an der Universität Hildesheim, 1991/92 Lehrbeauftragter für Geschichte der deutschen Juden an der Hochschule Vechta, ab 1992 mehrere Jahre Associate Professor für deutsche Kultur- und Kunstgeschichte an der Universität von Illinois und 1996 Gastprofessor für Kirchen- und Konfessionskunde an der Universität Dorpat. Seit Wintersemester 1993/94 war er Lehrbeauftragter für Geschichte der deutschen Juden an der Universität Oldenburg.
Seit 1972 war Heutger, der als Jugendlicher mit dem Katholizismus liebäugelte, Kanonikus des Stiftes Bassum, seit 1996 Ordensprobst der Deutschen Tempelherren und seit 1998 Kapitular des Klosters Amelungsborn. Von 1969 bis 2001 schrieb er für die Münzzeitschrift Money Trend. Er schrieb auch zahlreiche Artikel für das Biographisch-Bibliographische Kirchenlexikon (BBKL). Von der Bundesregierung wurde er als Fachpreisrichter herangezogen. Heutger setzte sich für den jüdisch-christlichen Dialog und den interreligiösen Austausch ein und war bekannt dafür, stets ein gastfreundliches Pfarrhaus zu führen. Er war ferner knapp 23 Jahre Mitglied im Hildesheimer Lions-Club.
Heutger war verheiratet und ist Vater zweier Kinder. Er verstarb während eines Besuchs bei seiner Tochter auf Curaçao. Sein Sohn trägt denselben Vornamen.
Posthum erschien 2009 von Nicolaus Heutger das Buch Niedersächsische Ordenshäuser und Stifte. Geschichte und Gegenwart (= Forschungen zur niedersächsischen Ordensgeschichte, Bd. 7), welches von seiner Tochter Viola Heutger herausgegeben wurde.
Nachlassreste befinden sich im Staatsarchiv Bückeburg.

## Schriften
- Evangelische Konvente in den welfischen Landen und der Grafschaft Schaumburg. Studien über ein Nachleben klösterlicher und stiftischer Formen seit Einführung der Reformation. Lax, Hildesheim 1961.
- Das Stift Möllenbeck an der Weser. Lax, Hildesheim 1962.
  - Das Stift Möllenbeck an der Weser. Kanonissenstift, Windesheimer Chorherrenstift, Evangelisches Stift. Lax, Hildesheim, 2., völlig neu bearbeitete Aufl. 1987.
- Vatikanische Briefmarken. Kunst und Geschichte. Philapress-Verlag, Göttingen 1966.
- Zur Geschichte des Stiftes Möllenbeck im Bistum Minden. In: Mitteilungen des Mindener Geschichts- und Museumsvereins, Jahrgang 39, 1967, S. 37–44.
- Das Kloster Amelungsborn im Spiegel der zisterziensischen Ordensgeschichte. Mit einem Vorwort von Christhard Mahrenholz. Lax, Hildesheim 1968.
- Evangelische und simultane Stifter in Westfalen. Unter besonderer Berücksichtigung des Stiftes Börstel im Landkreis Bersenbrück. Mit einem Anhang Zu Luthers Stellung zum Klosterwesen nach 1521. Lax, Hildesheim 1968.
- Die evangelisch-theologische Arbeit der Westfalen in der Barockzeit. Lax, Hildesheim 1969.
- Loccum – Eine Geschichte des Klosters. Lax, Hildesheim 1971.
- Das Stift Bassum im Rahmen der niedersächsischen Kirchengeschichte Hildesheim 1972, [zusammen mit Frithjof Bestmann].
- Historische Weserstudien, Hildesheim 1972. Enthält u. a.: Evangelische Kirchenkunst in Niedersachsen, Marklohe an der Weser, Das elfhundertjährige Stift Wunstorf.
- Bursfelde und seine Reformklöster. Mit Beiträgen von Hanns Lilje, Götz Harbsmeier und Paulus Volk. Lax, Hildesheim, 2., erweiterte Aufl. 1975.
- Zukunft für unsere Vergangenheit. Lax, Hildesheim 1975. Enthält u. a.: 950 Jahre Nienburg, Die Bau- und Kunstdenkmale der Stadt Nienburg, Die Bau- und Kunstdenkmale des Stiftes Obernkirchen, Die Bau- und Kunstdenkmale der Stadt Bassum, Riddagshausen in der Zisterzienserkunst.
- Einführung in die Münzkunde (= Taschenbücher für Geld, Bank und Börse, Bd. 68). Knapp, Frankfurt am Main 1975.
- Weltreligionen und Christentum im Gespräch. Olms, Hildesheim 1977, [zusammen mit Günther Klages].
- 850 Jahre Kloster Walkenried. Lax, Hildesheim 1977.
- Niedersächsische Juden. Eine Einführung zum 40. Jahrestag des 9. November 1938. Mit einem Votum von Landesbischof Eduard Lohse. Lax, Hildesheim 1978.
- Aus Niedersachsens Kulturerbe. Vorträge und Studien. Lax, Hildesheim 1978. Enthält u. a.: Domstift Bremen, 800 Jahre St. Marienberg in Helmstedt.
- Praktische Münzkunde. Goltze, Göttingen 1979.
- 1100 Jahre Bücken. Das Stift Bücken in Geschichte und Kunst. Lax, Hildesheim 1982.
- Einleitung zum Reprint von Alexander Missong: Die Münzen des Fürstenhauses Liechtenstein. Topos-Verlag, Vaduz 1983, S. IX–XLIII.
- Aus Hildesheims Kirchengeschichte. Lax, Hildesheim 1984, ISBN 3-7848-4027-2.
- 500 Jahre Hallenkirche St. Lamberti in der Hildesheimer Neustadt, 1488–1988. St. Lamberti-Kirchengemeinde Hildesheim, Hildesheim 1988.
- Das evangelische Pfarrhaus in Niedersachsen als Beispiel für die Bedeutung des evangelischen Pfarrhauses. Lang, Frankfurt am Main 1990.
- Zisterziensisches Wirken in Niedersachsen. Oppermann, Hildesheim 1993. In Kommission Antiquariat Hieronymus, Ludwigsburg.
- Niedersächsische Klöster. Eine Festgabe zum 50. Jubiläum des Landes Niedersachsen. Reichold, Hannover / Verlag für Regionalgeschichte Bielefeld 1996.
- Die geistlichen Ritterorden in Niedersachsen. Zum 40. Jahrestag der Reaktivierung des Templerordens in Niedersachsen (= Forschungen zur niedersächsischen Ordensgeschichte, Bd. 1). Reichold, Hannover 1997.
- Die evangelischen Frauenstifte und -klöster in Niedersachsen. Reichold, Braunschweig 1998.
- Das Kloster Loccum im Rahmen der zisterziensischen Ordensgeschichte. Theodor Oppermann-Verlag, Hannover 1999.
- Die niedersächsischen Johanniter in Geschichte und Gegenwart. In: Hubertus Müller von Blumencron (Hg.): Die Niedersächsischen Johanniter in Geschichte und Gegenwart. Festschrift zum 50jährigen Bestehen der Johanniter-Hilfsgemeinschaft Hannover. Johanniter-Hilfsgemeinschaft, Hannover 2001, S. 19–116.
- Die Tempelherren einst und heute. Zum 50. Jubiläum der Reaktivierung des Tempelherren-Ordens in Deutschland. Lukas-Verlag, Berlin 2007, ISBN 978-3-86732-017-7, S. 141–144
- Kloster Walkenried. Geschichte und Gegenwart. Lukas-Verlag, Berlin 2007.

## Auszeichnungen
- Ehrendoktor der Theologie der Evangelischen Theologischen Fakultät Montpellier 1968